# Miguel Mukdise
Miguel Roberto Mukdise (* 1970 oder 1971; † 4. Oktober 2010) war ein argentinischer Unternehmer und Politiker.
Mukdise, Sohn des Architekten Miguel „Godi“ Mukdise, war als zwölfter gewählter und bis dahin jüngster Bürgermeister von Las Termas de Río Hondo aus den Wahlen am 5. September 2010 hervorgegangen. Er gehörte der Partei Bases Populares an und verstarb am 4. Oktober 2010 im Alter von 39 Jahren an einem Herzinfarkt.